# Ойген Мюллер
Ойген Мюллер (нім. Eugen Müller; 19 липня 1891, Мец — 24 квітня 1951, Берлін) — німецький офіцер, генерал артилерії вермахту.

## Біографія
Син оберста Філіппа Мюллера і його дружини Марії, уродженої Абель. 29 липня 1910 року вступив в Баварську армію. Учасник Першої світової війни. Після демобілізації армії залишений в рейхсвері. З 26 серпня 1939 року — генерал-квартирмейстер при начальникові Генштабу сухопутних військ. З 1 жовтня 1940 по 8 травня 1945 року — генерал для особливих доручень при Головнокомандувачеві сухопутними військами.

## Звання
- Фанен-юнкер (29 липня 1910)
- Фанен-юнкер-унтерофіцер (18 жовтня 1910)
- Фенріх (3 березня 1911)
- Лейтенант (28 жовтня 1912)
- Оберлейтенант (14 січня 1916) — 25 вересня 1919 року одержав новий патент від 28 жовтня 1910 року.
- Ротмістр (28 вересня 1920) — патент від 18 жовтня 1918 року.
- Майор (1 лютого 1931) — патент від 1 квітня 1929 року.
- Оберстлейтенант (1 жовтня 1933)
- Оберст (1 серпня 1935)
- Генерал-майор (20 квітня 1939)
- Генерал-лейтенант (1 серпня 1940)
- Генерал артилерії (1 червня 1942)

## Нагороди
- Медаль принца-регента Луїтпольда (12 березня 1911)
- Залізний хрест
  - 2-го класу (6 жовтня 1914)
  - 1-го класу (19 квітня 1916)
- Орден «За заслуги» (Баварія) 4-го класу з мечами (26 листопада 1914)
- Нагрудний знак «За поранення» в чорному (6 травня 1918)
- Почесний хрест ветерана війни з мечами
- Медаль «За вислугу років у Вермахті» 4-го, 3-го, 2-го і 1-го класу (25 років)
- Застібка до Залізного хреста 2-го і 1-го класу
- Хрест Воєнних заслуг 2-го і 1-го класу з мечами